# José Pedro Vasconcelos
José Pedro Garcia de Vasconcelos é um actor e apresentador de televisão português. 

## Teatro
- 2014 - True talles, S.Jorge Lisboa
- 2007 - Salazar The musical, Vilaret. Jonh Moawt
- 2005 - A minha tia e eu, Morris Panich. Politeama. La Féria

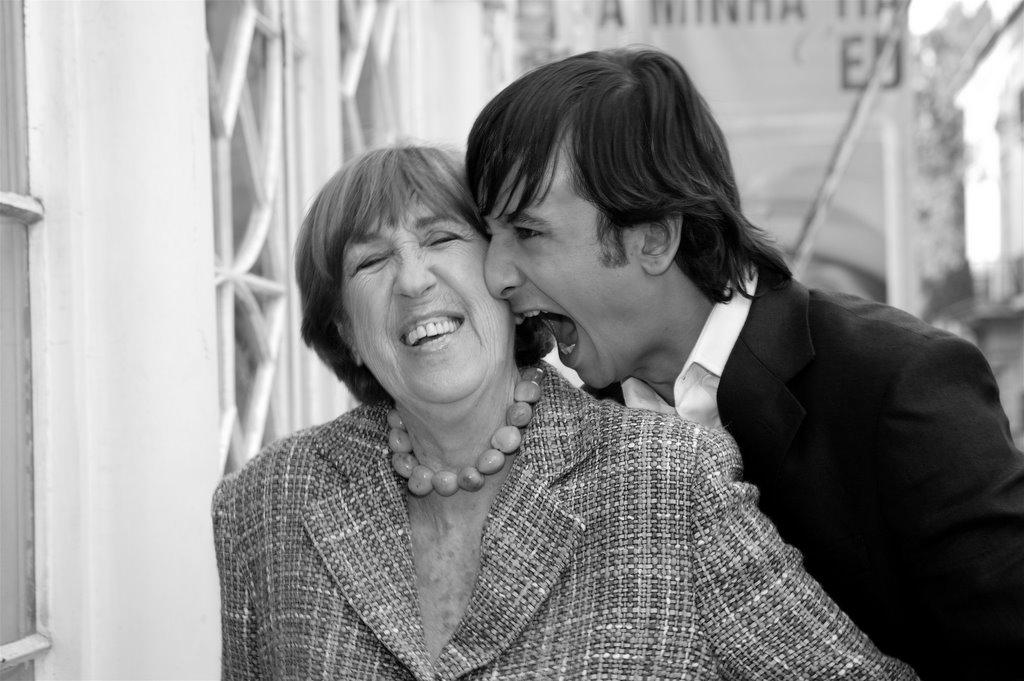
A Minha Tia e Eu

- 2001 - Romeu e Julieta, Shakespeare. Teatro Trindade. Jorge Fraga
- 1999 - “A Donzela Guerreira” António Torrado. Guilherme Cossul
- 1999 - Madrugada, pelo Bando. João Brites
- 1998 - Peregrinação, EXPO98. O Bando João Brites
- 1998 - 1999 O ano do pénis voador, Útero. De Miguel Moreira
- 1997 - É um dos fundadores  da  Associação Cultural Útero
- 1997 - As maminhas de Tirésias nós e Appolinaire, Miguel Moreira
- 1996 - Sem título, Baudellaire, Raul Brandão. José Pedro Vasconcelos
- 1996 - Alegria na Caverna, Festival X2 e Citemor. Ana Nave
- 1995 - Protect me from what I want, Paul Auster. Lemauto. Ana Nave
- 1994 - Humanauta, Olho. João Garcia Miguel
- 1990 - Frei Molambo, 24 de Junho na Samp. Jorge Carlos Oliveira

## Cinema
- 2024 - O Pátio da Saudade de Leonel Vieira
- 2017 - Alguém Como Eu de Leonel Vieira
- 2015 - O Pátio das Cantigas de Leonel Vieira
- 2007 - O Mistério da Estrada de Sintra de Jorge Paixão da Costa
- 2003 - Trilogia do Desencontro de António Correia
- 2002 -  A Cana de Pesca de Rui Rodrigues
- 2000 - Sob Efeito de Nuno Franco
- 2000 - Xonor de Paulo Abreu
- 1994 - Jogo de José Manuel Lopes

## Dobragens
- 2018 - A Idade da Pedra - Dug
- 2015 - Mínimos - Apresentador da Expovilão
- 2011 - Artur 3: A Guerra dos Dois Mundos
- 2009 - Artur e a Vingança de Maltazar

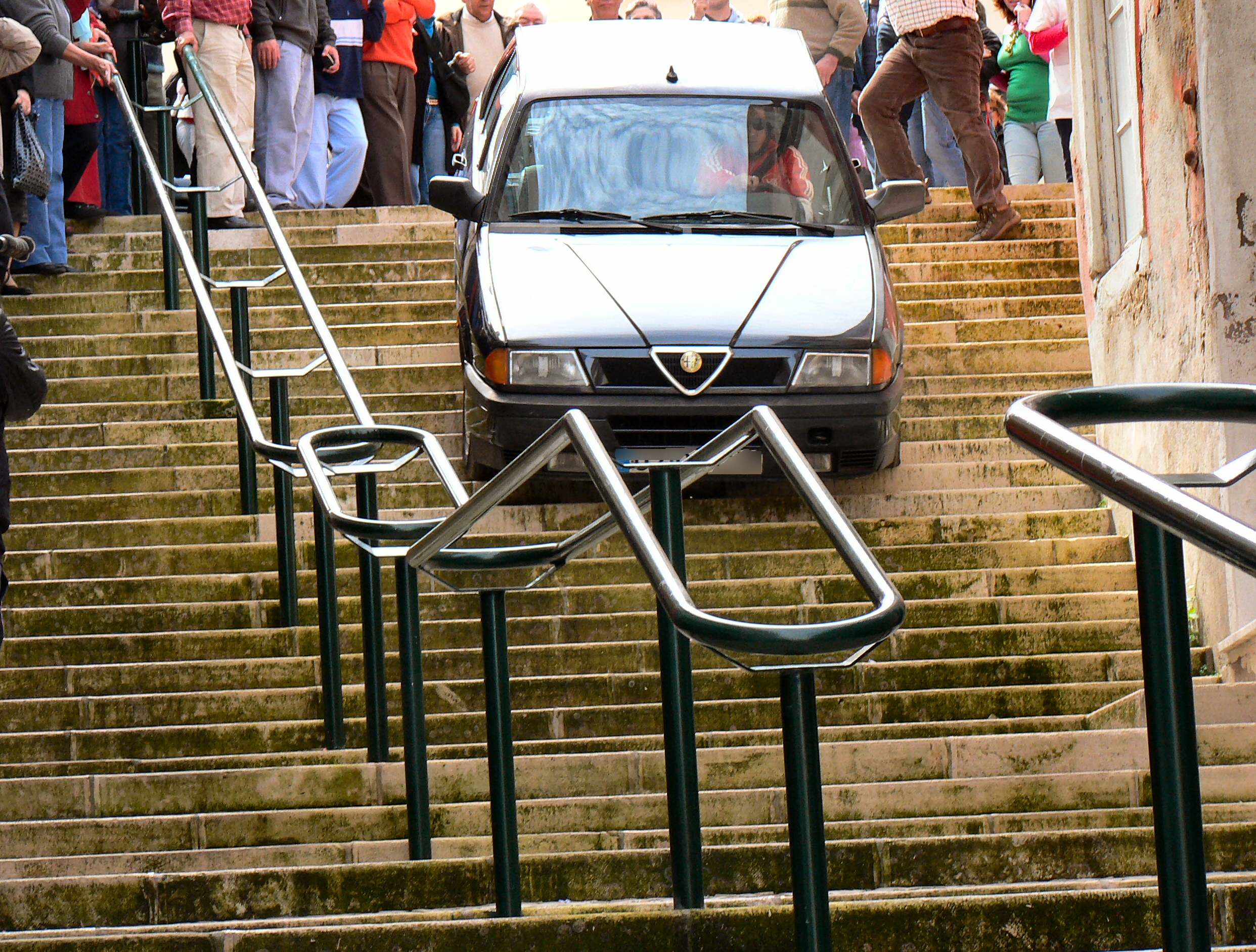
Descendo as Escadinhas do Barão de Sacavém

- 2006 - Artur e os Minimeus

## Televisão
- 2024 - Circo de Natal RTP, RTP1
- 2024 - Alguém tem de o fazer, RTP1
- 2023 - Circo de Natal RTP, RTP1
- 2023 - Aqui Portugal, RTP1
- 2022 - A Nossa Tarde, apresentador com Vanessa Oliveira, RTP1
- 2022 - Depois, vai-se a ver e nada - 2ª 3ª série autor/apresentador, RTP1
- 2022 - Festa da Flor da Madeira, RTP1
- 2021 - Festa das Vindimas, apresentador RTP1
- 2021 - 7 Maravilhas da Nova Gastronomia, apresentador, RTP1
- 2021 - Depois, vai-se a ver e nada - 50 pgm´s autor/apresentador, RTP1
- 2020 - Jardins Históricos, apresentador, RTP1
- 2020-2022 - Férias Cá Dentro, apresentador, RTP1
- 2020 - Rota N2, apresentador, RTP1
- 2020 - 7 Maravilhas da Cultura Popular, apresentador, RTP1
- 2020 - O Atentado, série RTP1
- 2019/20 - Depois, vai-se a ver e nada - 50 pgm´s 1ª série autor/apresentador, RTP1
- 2019 - Circo de Natal RTP, RTP1

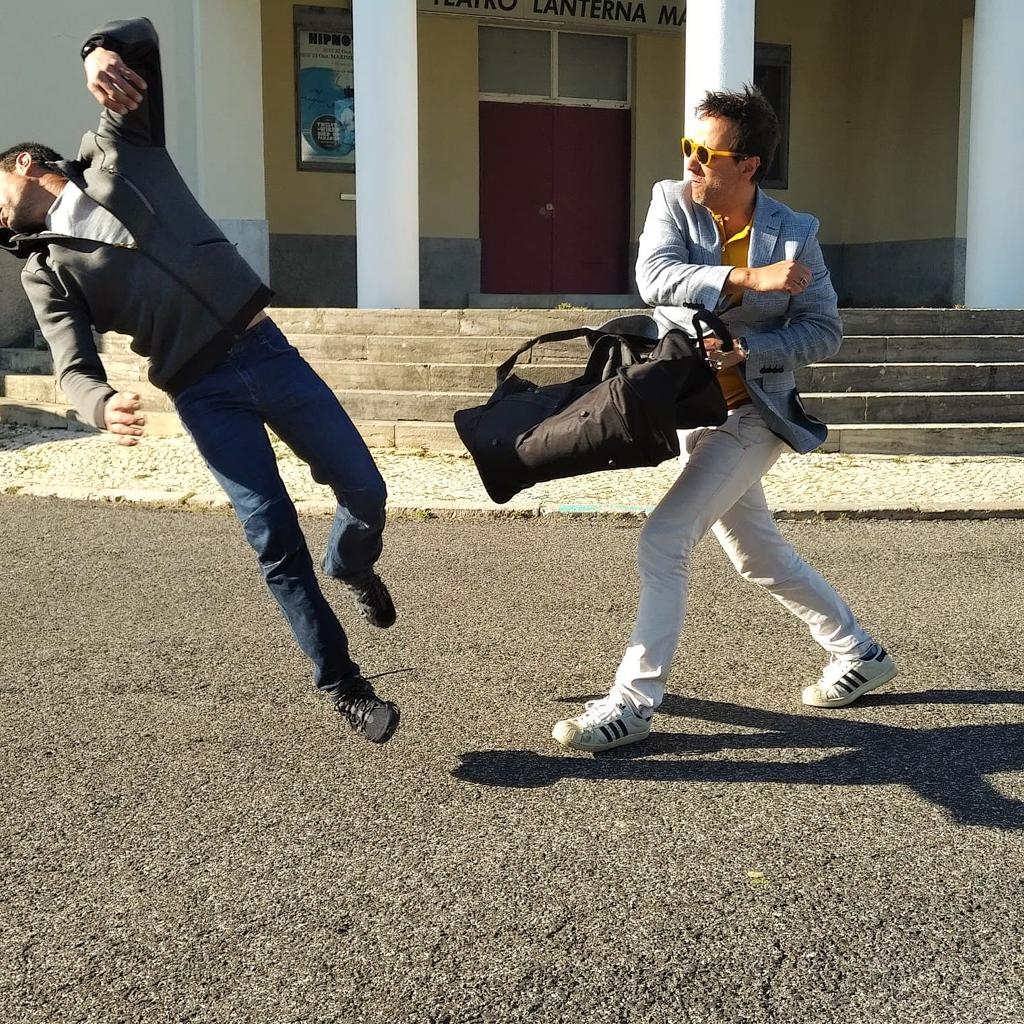
Zé Pedro Vasconcelos - Depois, Vai-se a Ver e Nada (VT)

- 2019 - Portugal no Mundo, Fall River EUA, apresentador, RTP1
- 2019 - 7 Maravilhas Doces de Portugal, apresentador,  RTP1
- 2018 - Solteira e boa rapariga, RTP1
- 2017-2018 - RTP Mais Perto, apresentador, RTP1
- 2016 - Got Talent Portugal, apresentador com Vanessa Oliveira, RTP1
- 2015 - Verão Total, apresentador, RTP1
- 2015 - Tem um minuto?, apresentador, RTP1
- 2015 - Cuidado com a Língua RTP1
- 2015 - Lisboa em Festa,  apresentador, RTP1
- 2015 - Festa da Taça, apresentador, RTP1
- 2015 - O Pátio das Cantigas, mini-série RTP1
- 2014-2019 - Agora Nós , apresentador com Tânia Ribas de Oliveira, RTP1
- 2014 - Conversa de Gente Grande, RTP1
- 2013 - 14 Badaladas, RTP1
- 2013 - Apresentador dos Prémios SOPHIA, teatro São Carlos RTP1
- 2013 - Circo de Natal RTP, RTP1
- 2012-15 - 5 Para a Meia-Noite, apresentador/autor 114 programas
- 2010 - Portugal de Olhos em Bico, apresentador, TVI
- 2009 - Apanha-me se Puderes, apresentador, TVI
- 2008-09 - Caia Quem Caia, co-apresentador, TVI
- 2007 - Nome de Código: Sintra, RTP1
- 2007 - A Bela e o Mestre, apresentador com Iva Domingues, TVI
- 2006 - Fala-Me de Amor, TVI
- 2006 - Circo das Celebridades, apresentador com Júlia Pinheiro, TVI
- 2005 - 1.ª Companhia, apresentador com Júlia Pinheiro, TVI
- 2004 - 2005 - Quinta das Celebridades, apresentador com Júlia Pinheiro, TVI
- 2004 - 2005 - Baía das Mulheres, TVI
- 2004 - Os Batanetes, TVI
- 2004 - Inspetor Max, TVI
- 2003 - O Jogo, SIC
- 2003 - Coração Malandro, TVI
- 2002 - Tudo por Amor, TVI
- 2001 - A Última de Seia, RTP2
- 2001 - A Senhora das Águas, RTP1
- 2001 - Um Dia na Vida de Ana S, RTP2
- 2001 - Paraíso Filmes, RTP1
- 2001 - Super Pai, TVI
- 2000 - Agora é que são eles, RTP1
- 2000 - Milionários à Força, RTP1
- 1996 - Vacances bourgeoises, Jean-Claude Brialy
- 1995 - Frou-Frou, programa de Alexandra Lencastre, RTP 1
- 1994 - O elixir da eterna Juventude, Sérgio Godinho
- 1991 - Isso Julgas Tu!, RTP1